# Ralf und Florian
Ralf und Florian är ett musikalbum med gruppen Kraftwerk, som spelades in i maj-juli 1973 och som fanns ute i tysk handel i oktober samma år. Denna skiva gav gruppen ut som en duo i nära samarbete med Konrad Plank och den spelades in i bandets studio i Düsseldorf, i Cornet Studio och Rhenus Studio i Köln, och i Studio 70 i München. Till detta album hade också gruppen börjat samarbeta med poeten, musikern och bildkonstnären Emil Schult som designade omslaget och en serietidningsartad inlaga till albumet.
Den engelska utgåvan kom i november 1973 men detta album hade ett annat omslag och saknade också Emil Schults serieinlaga, dock med samma låtar.

## Låtlista
Alla låtar är komponerade av Ralf Hütter och Florian Schneider.
| 1. | Elektrisches Roulette | 4:20 |
| 2. | Tongebirge            | 2:50 |
| 3. | Kristallo             | 6:20 |
| 4. | Heimatklänge          | 3:45 |

| 5. | Tanzmusik        | 6:35  |
| 6. | Ananas Symphonie | 13:55 |